# Jörg Faßmann
Jörg Faßmann (* 1966 in Dessau) ist ein deutscher Geiger und Hochschullehrer für Musik.

## Werdegang
Jörg Faßmann, 1966 in Dessau geboren, erhielt im Alter von fünf Jahren seinen ersten Violinunterricht. Er war Preisträger verschiedener Wettbewerbe für Jugendliche und debütierte bereits mit neun Jahren als Solist mit Orchester.
Sein Studium absolvierte er an der Hochschule für Musik und Theater „Felix Mendelssohn Bartholdy“ Leipzig bei Klaus Hertel und in der Meisterklasse von Gustav Schmahl an der Hochschule für Musik Carl Maria von Weber Dresden. 1987 kam er zur Sächsischen Staatskapelle Dresden und wurde 1989 deren stellvertretender 1. Konzertmeister.
Seit 1992 hat er einen Lehrauftrag an der Hochschule für Musik Carl Maria von Weber Dresden inne und wurde 2011 zum Professor ernannt. Darüber hinaus ist er als Solist und Kammermusikpartner in Europa, den USA und Japan sehr gefragt und hat Meisterkurse in Spanien, Deutschland und den USA durchgeführt.
Er war 1995 Mitbegründer des Dresdner StreichTrios, das seitdem ein breites Repertoire erarbeitet hat, umfangreiche CD- und Rundfunkaufnahmen vorweisen kann und Gast bei Festivals wie u. a. dem Rheingau Musik Festival, dem MDR-Musiksommer und den Walkenrieder Kreuzgangkonzerten war.
Zudem ist er der 1. Violinist des 2005 gegründeten Ensembles Frauenkirche Dresden. Mit Cornelia Osterwald und Lenka Matějáková gab er Konzerte als Barocktrio Dresden-Leipzig. Seit 2016 spielt er mit Lenka Matějáková, Andreas Kuhlmann, Matthias Wilde und Dariya Hrynkiv im Ensemble International zusammen.
2020 gründete er mit Lenka Matějáková, Eva-Maria Knauer und Tobias Bäz das Kronenquartett Dresden.
Jörg Faßmann spielt eine Kopie der Violine „Il Cannone“ von Giuseppe Guarnieri aus der Meisterwerkstatt des Geigenbauers Joachim Schade (Halle/Saale).

## Diskografie (Auswahl)
- Wolfgang Amadeus Mozart: Sinfonie A-Dur KV 134 (Sächsische Tonträger, 1997)
- Salomon Jadassohn: Viertes Trio für Pianoforte, Violine und Violoncello op. 85 (Institut für deutsche Musikkultur im östlichen Europa, 2003)
- Wolfgang Amadeus Mozart: Sinfonien und Serenaden (B.T.M., 2004)
- Gaetano Donizetti: La favorite – Arr. for two violins by Richard Wagner with texts by Michael Dissmeyer (D. Oehms, 2005)
- Dmitri Schostakowitsch: Musik für Violine und Klavier (Chr. Frank, 2012)